# Squillidae
Super-famille
Famille
Les Squillidae sont une famille de stomatopodes (« crevettes-mantes ») ravisseuses.

## Liste des genres et espèces
Selon World Register of Marine Species (7 janvier 2015) :
- genre Alima Leach, 1817
- genre Alimopsis Manning, 1977
- genre Alimopsoides Moosa, 1991
- genre Anchisquilla Manning, 1968
- genre Anchisquilloides Manning, 1977
- genre Anchisquillopsis Moosa, 1986
- genre Areosquilla Manning, 1976
- genre Belosquilla Ahyong, 2001
- genre Busquilla Manning, 1978
- genre Carinosquilla Manning, 1968
- genre Clorida Eydoux & Souleyet, 1842
- genre Cloridina Manning, 1995
- genre Cloridopsis Manning, 1968
- genre Crenatosquilla Manning, 1984
- genre Dictyosquilla Manning, 1968
- genre Distosquilla Manning, 1977
- genre Erugosquilla Manning, 1995
- genre Fallosquilla Manning, 1995
- genre Fennerosquilla Manning & Camp, 1983
- genre Gibbesia Manning & Heard, 1997
- genre Harpiosquilla Holthuis, 1964
- genre Humesosquilla Manning & Camp, 2001
- genre Kaisquilla Ahyong, 2002
- genre Kempella Low & Ahyong, 2010
- genre Lenisquilla Manning, 1977
- genre Leptosquilla Miers, 1880
- genre Levisquilla Manning, 1977
- genre Lophosquilla Manning, 1968
- genre Meiosquilla Manning, 1968
- genre Miyakella Ahyong & Low, 2013
- genre Natosquilla Manning, 1978
- genre Neclorida Manning, 1995
- genre Neoanchisquilla Moosa, 1991
- genre Oratosquilla Manning, 1968
- genre Oratosquillina Manning, 1995
- genre Paralimopsis Moosa, 1991
- genre Parvisquilla Manning, 1973
- genre Pontiosquilla Manning, 1995
- genre Pterygosquilla Hilgendorf, 1890
- genre Quollastria Ahyong, 2001
- genre Rissoides Manning & Lewinsohn, 1982
- genre Schmittius Manning, 1972
- genre Squilla Fabricius, 1787
- genre Squilloides Manning, 1968
- genre Triasquilla Ahyong, 2013
- genre Tuleariosquilla Manning, 1978

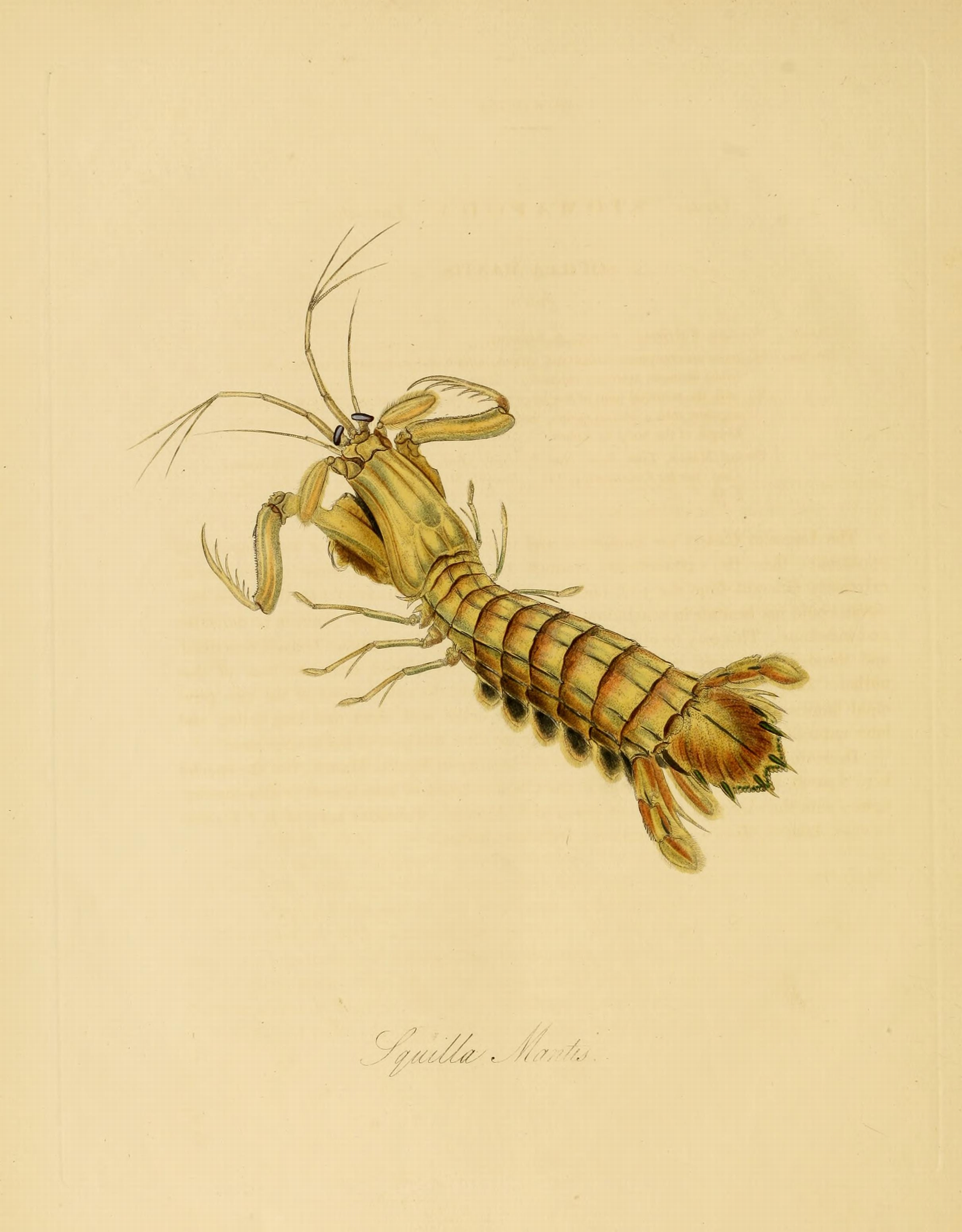
Dessin naturaliste d'une Squilla mantis.

- genre Visaya Ahyong, 2004

## Galerie

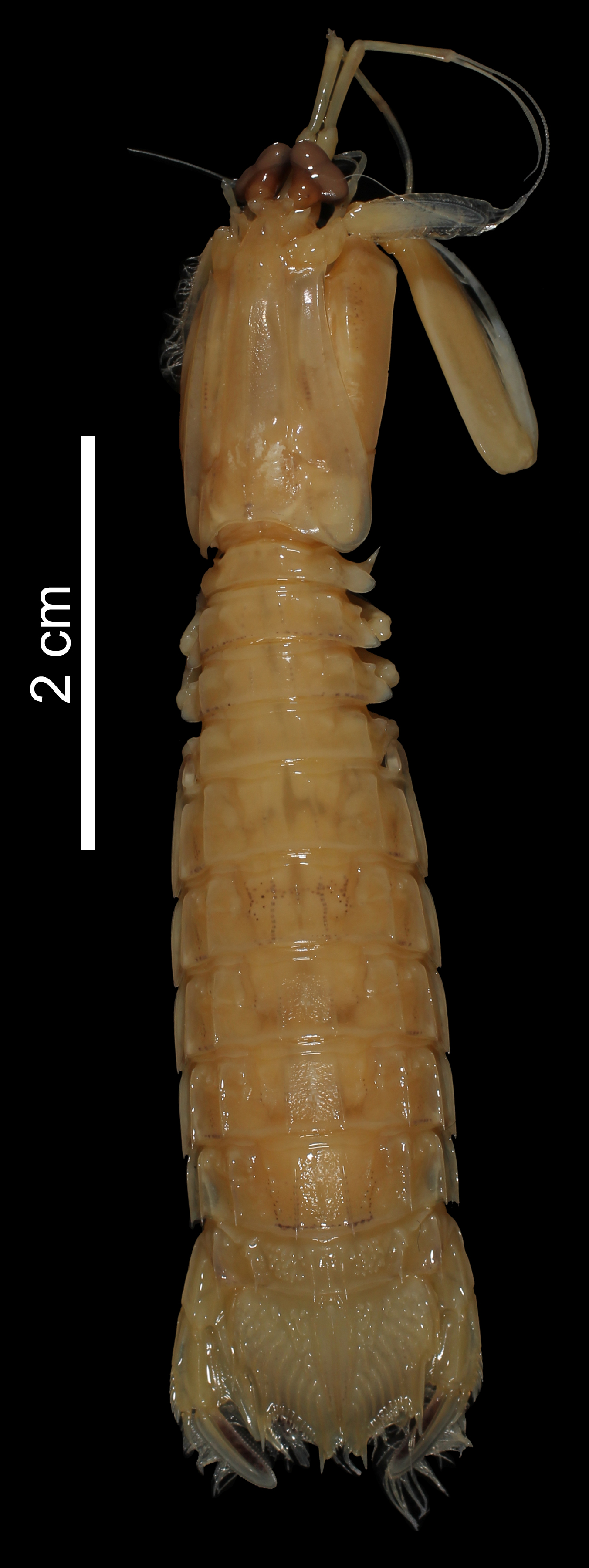
Alimopsoides tuberculatus
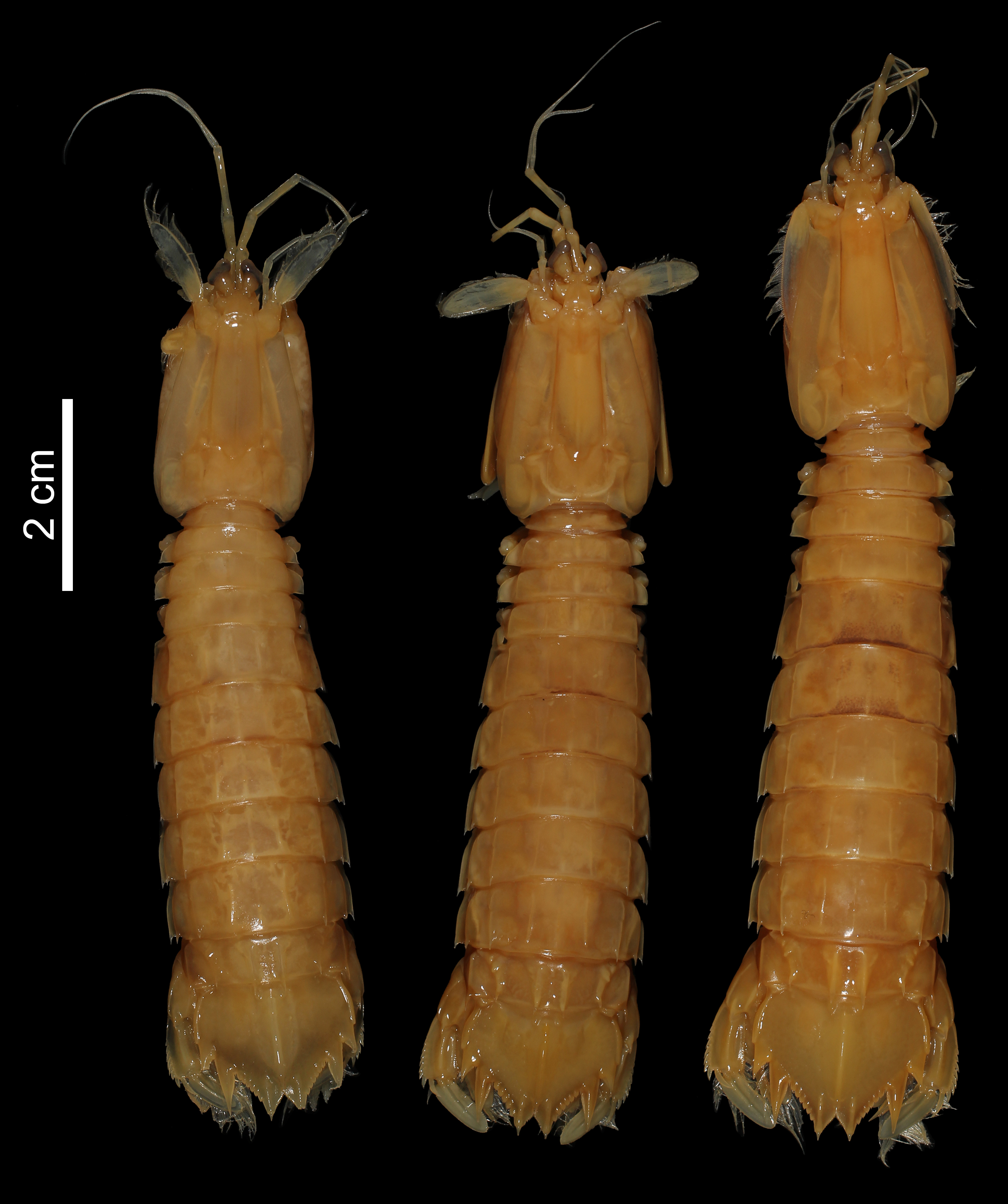
Anchisquilloides michelae
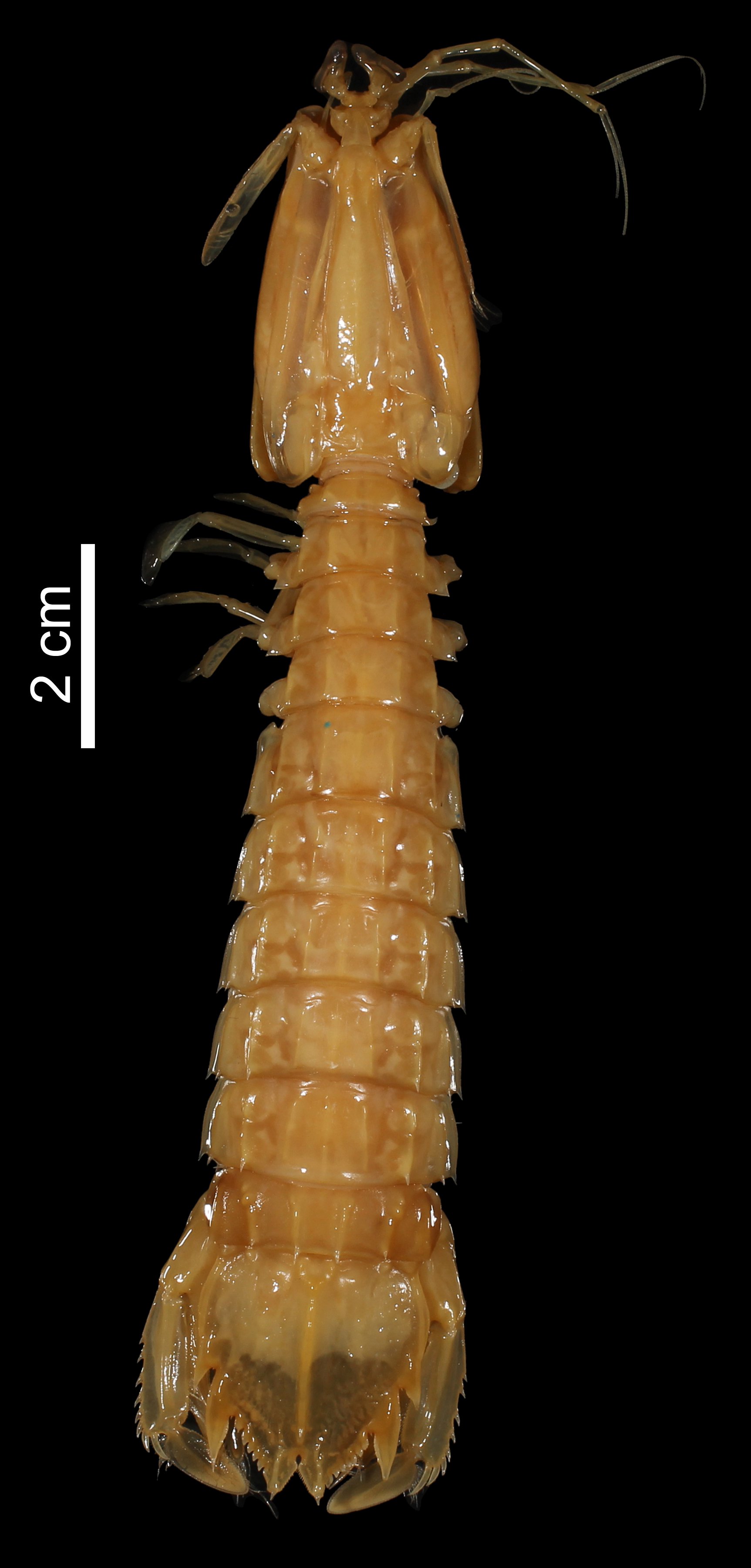
Anchisquillopsis clevai
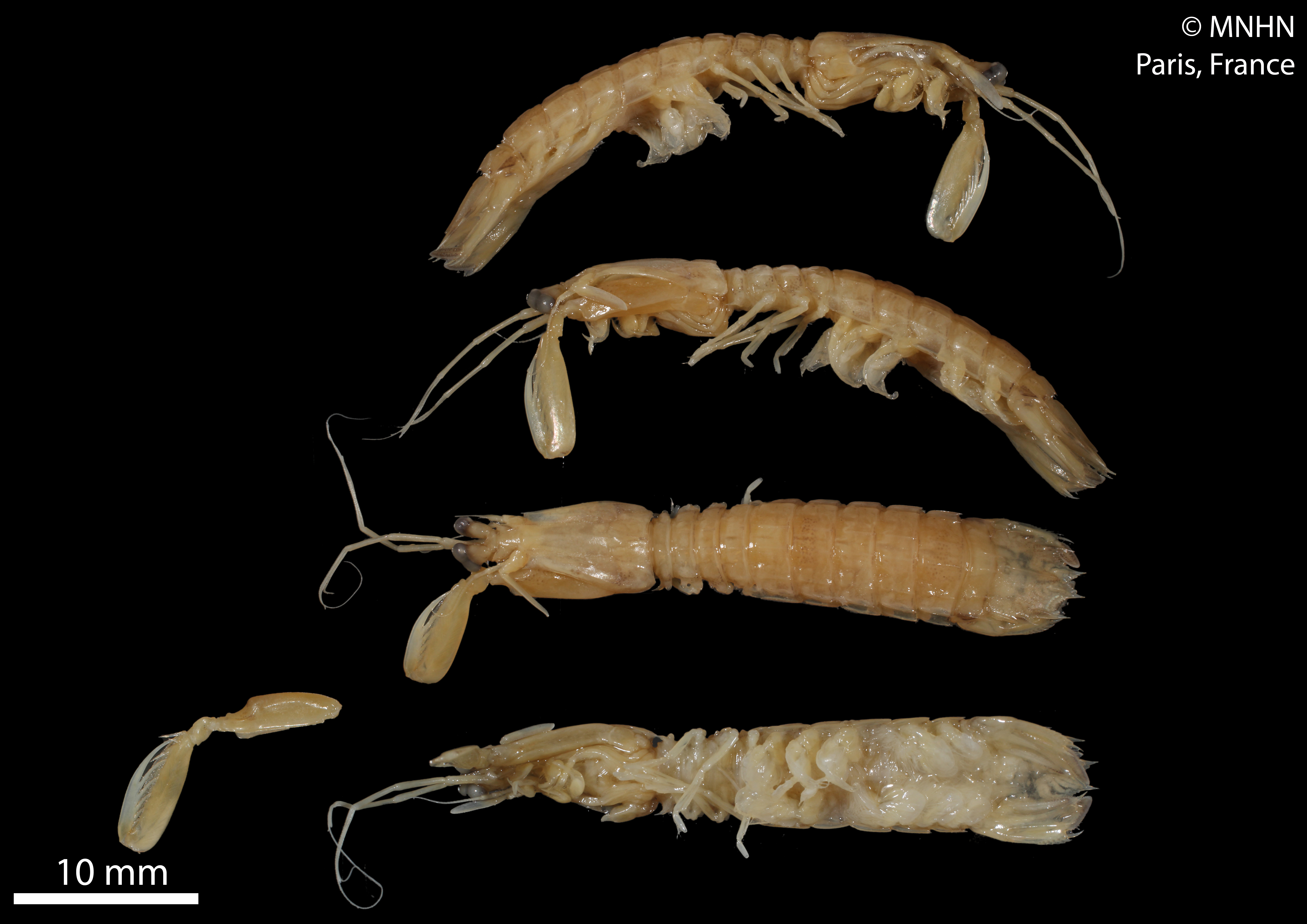
Areosquilla interstincta
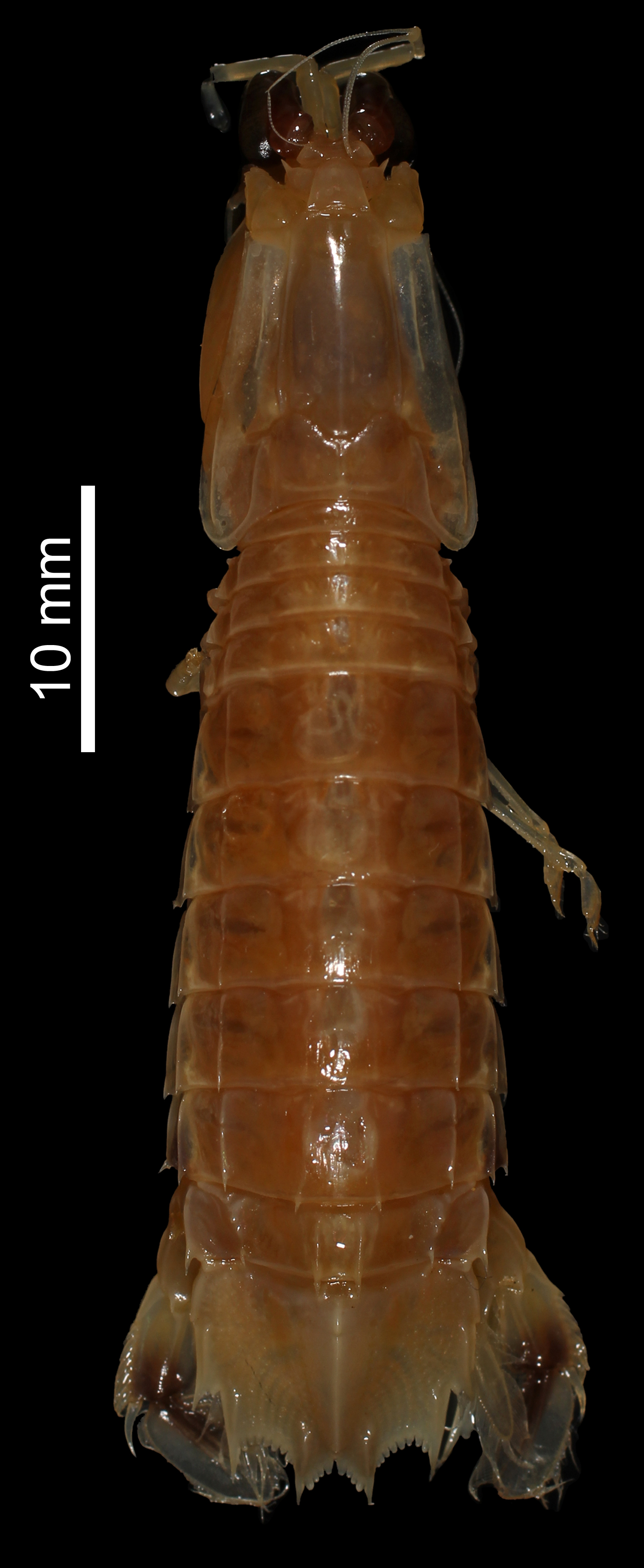
Busquilla plantei
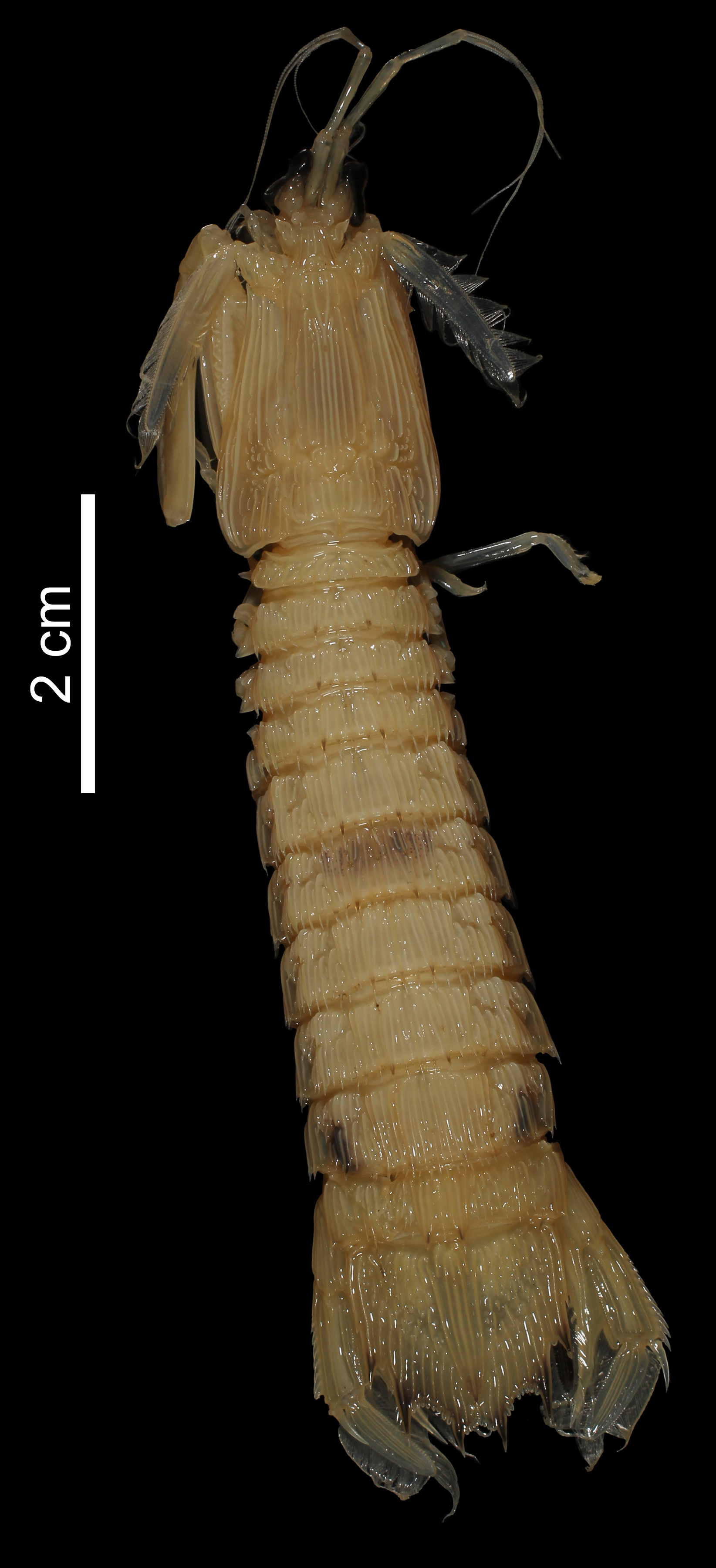
Carinosquilla mclaughlinae
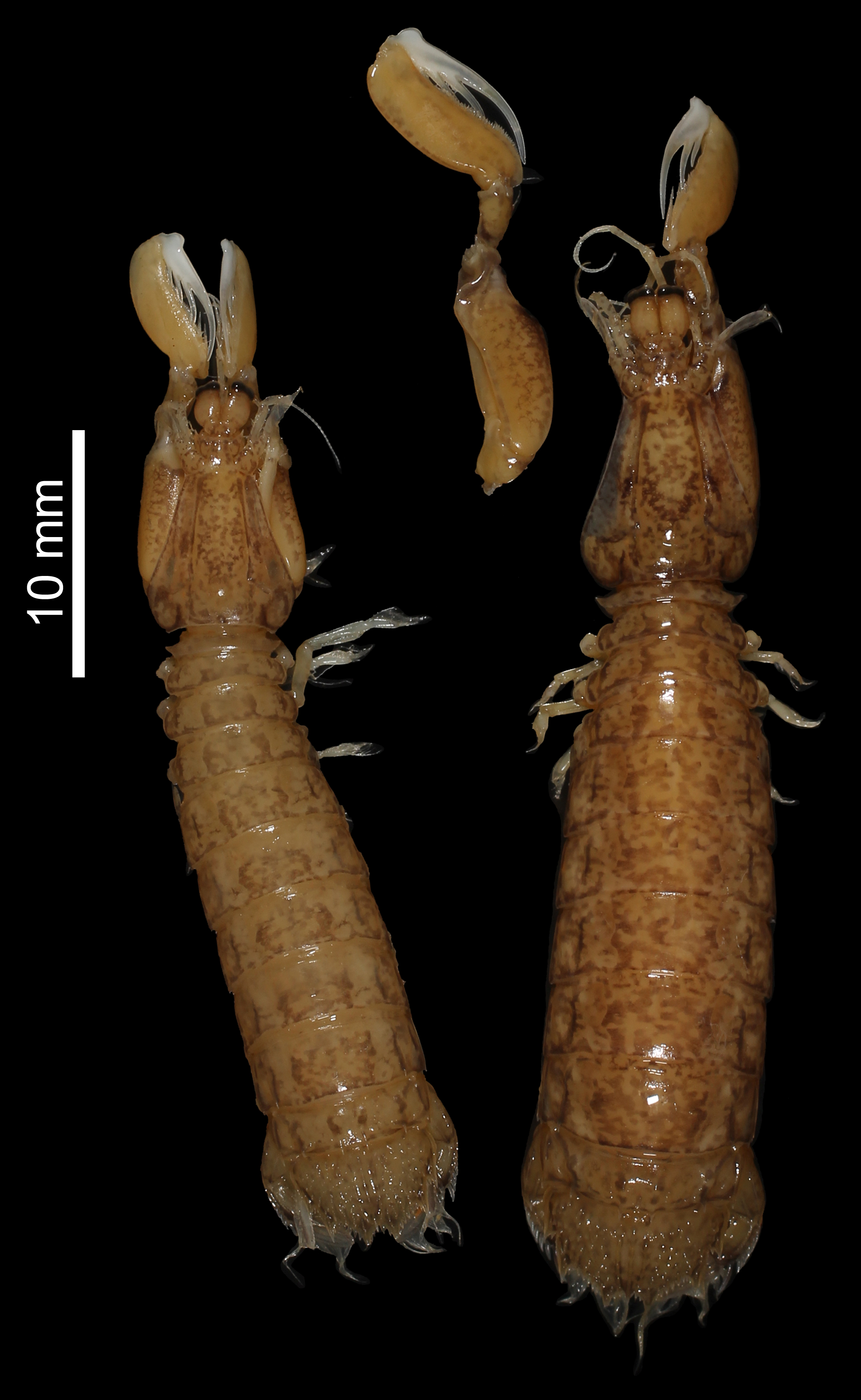
Cloridina inflata
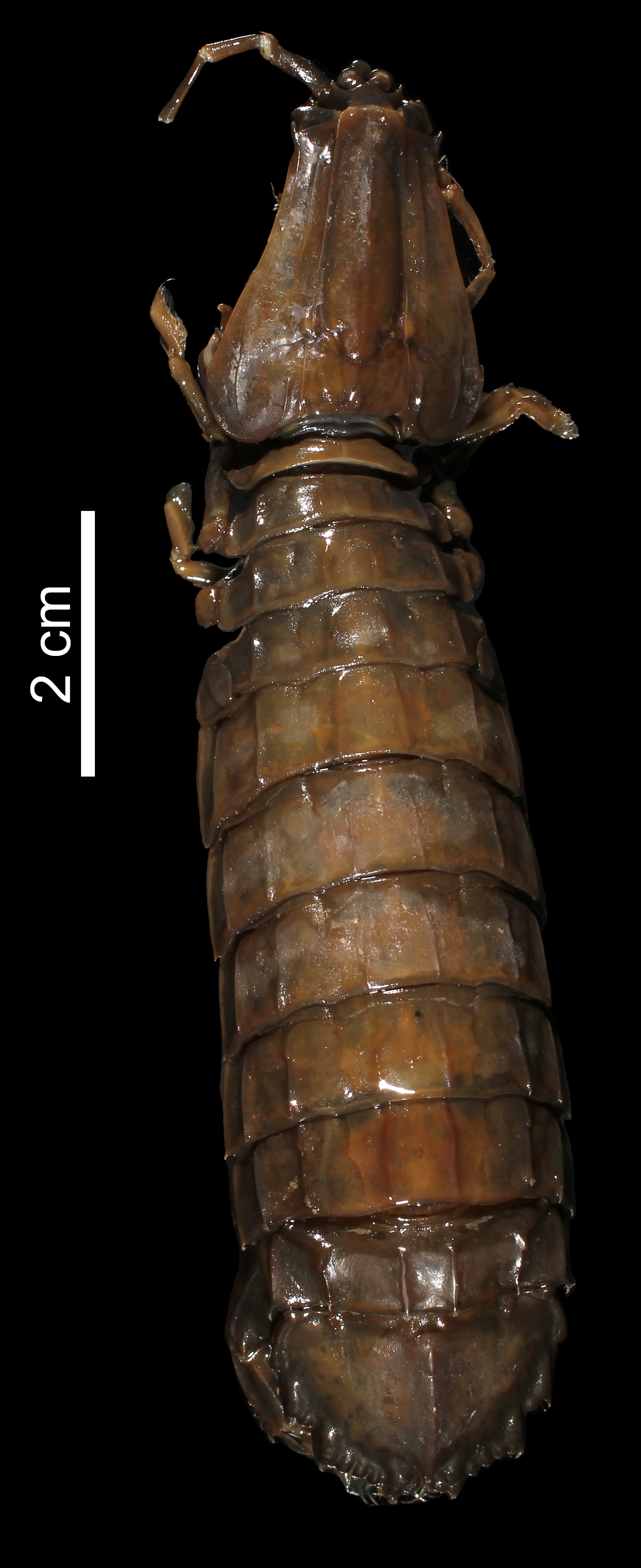
Cloridopsis dubia
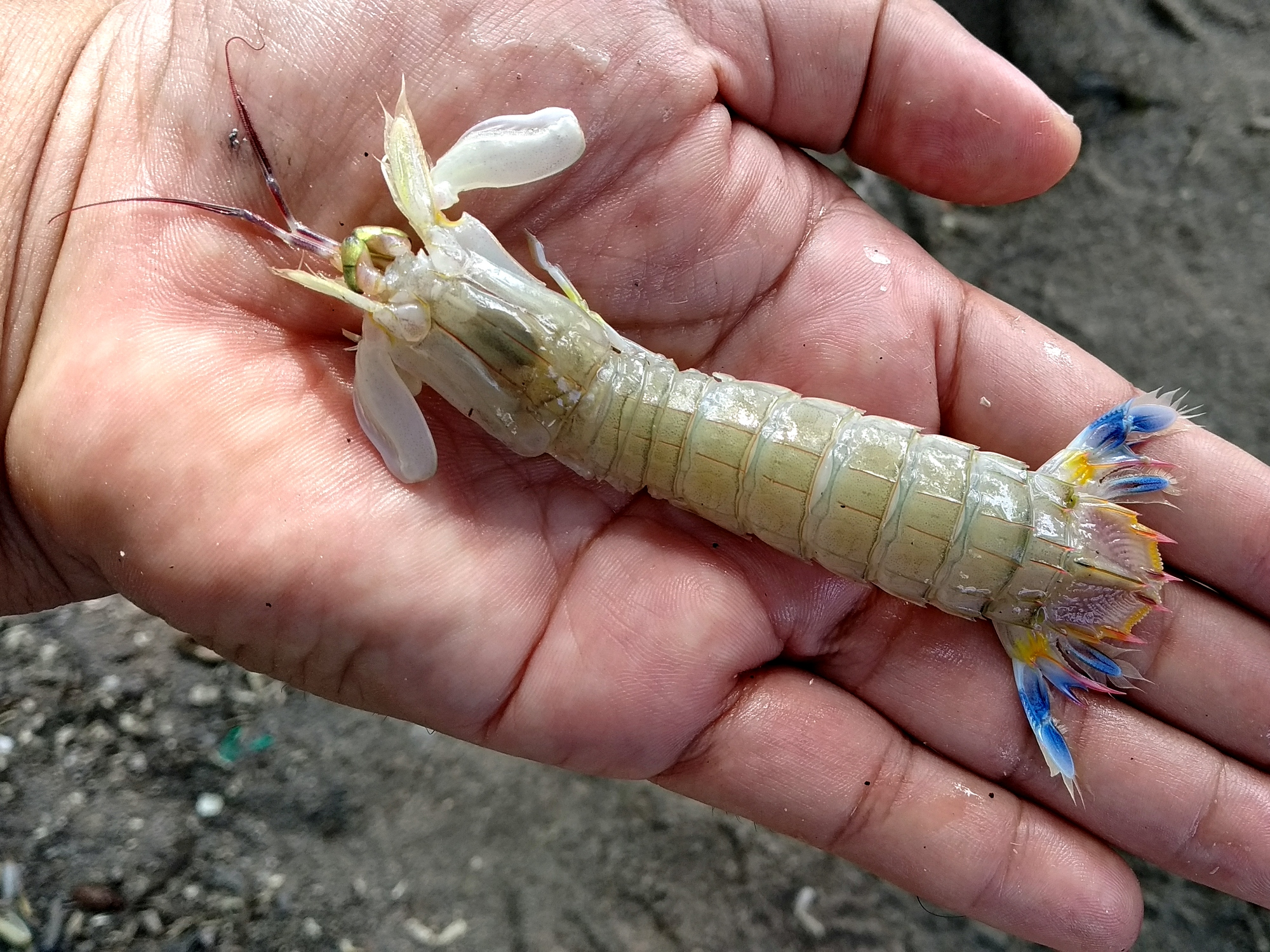
Erugosquilla woodmasoni
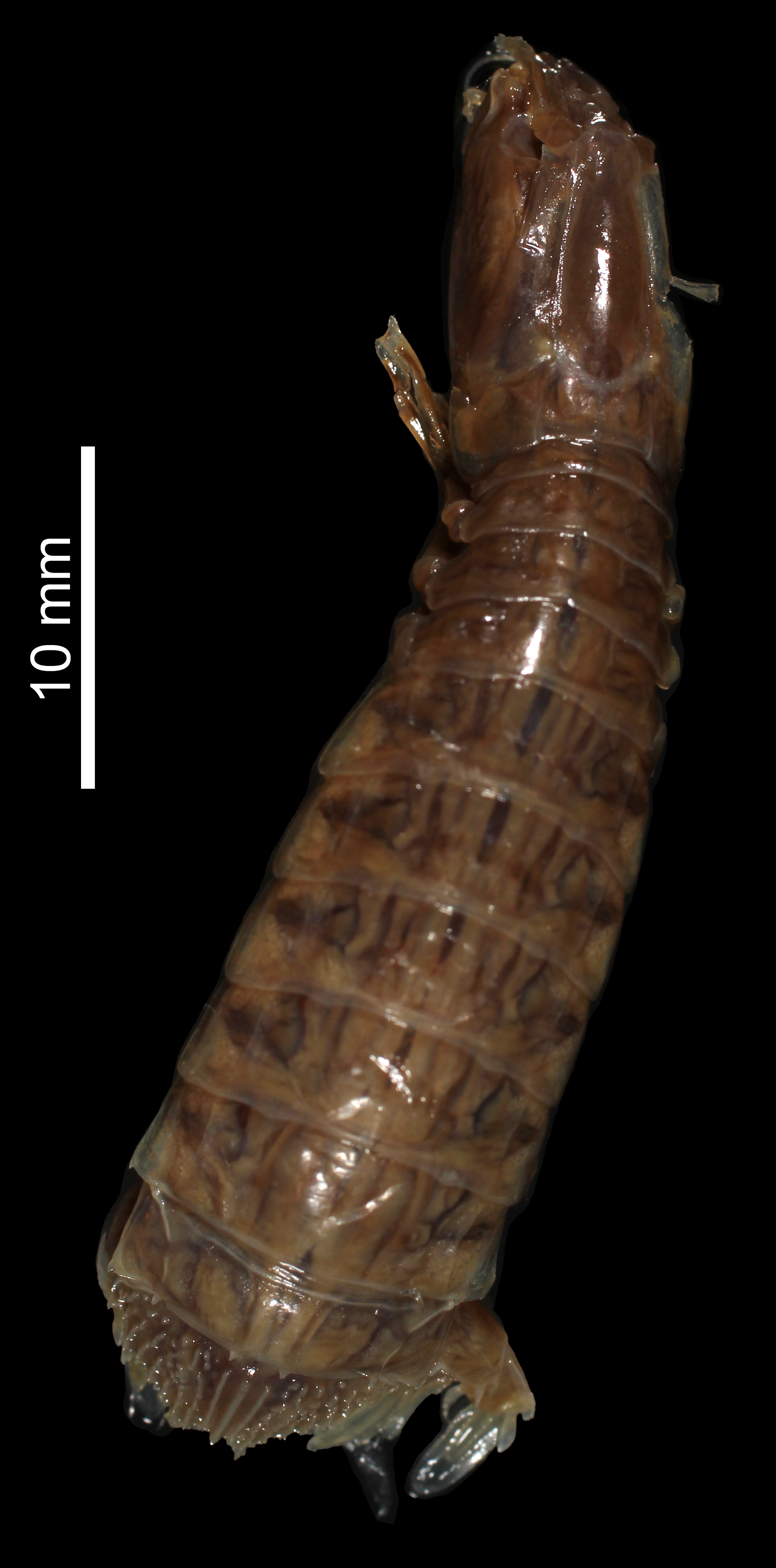
Fallosquilla fallax
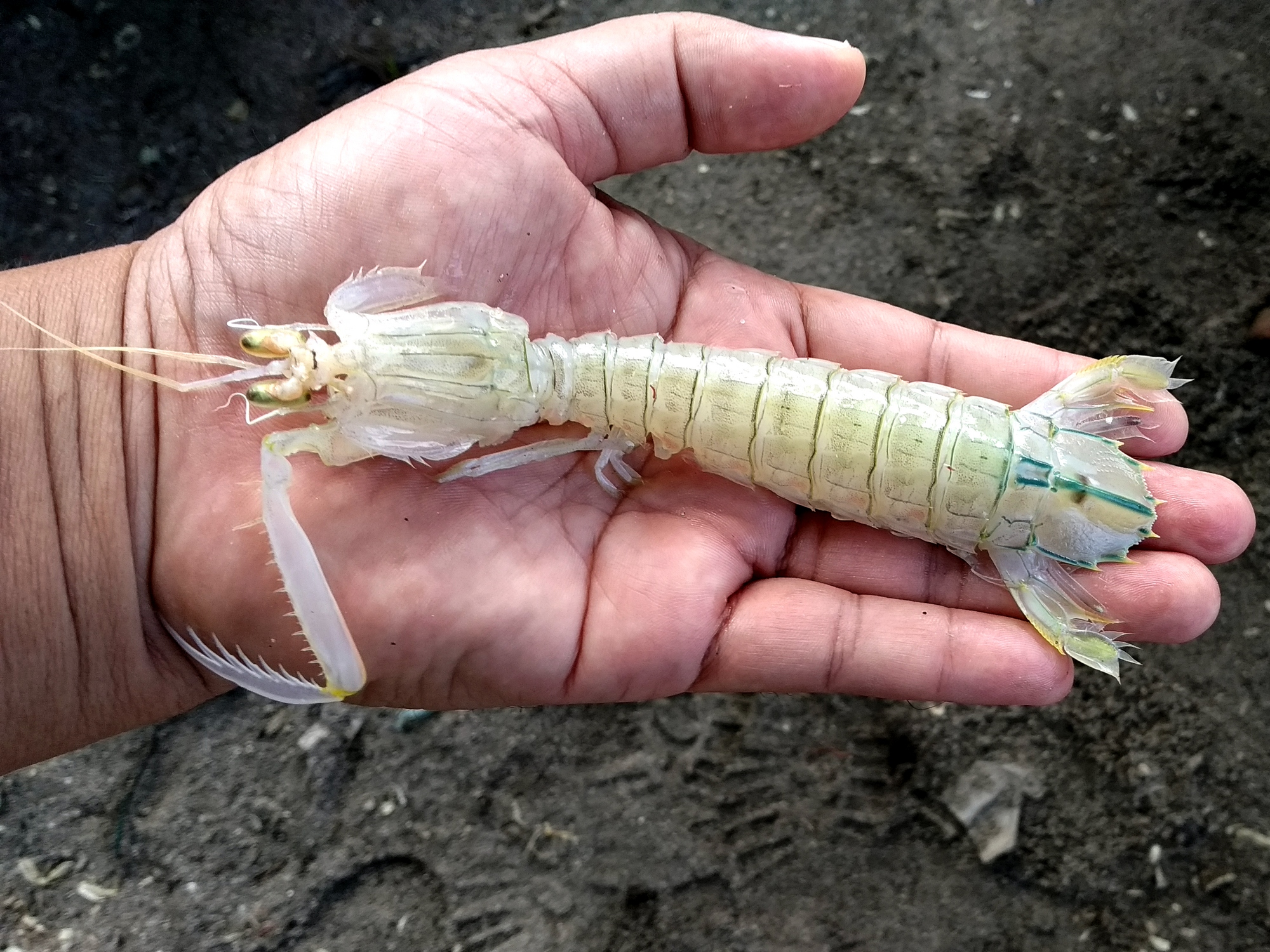
Harpiosquilla raphidea
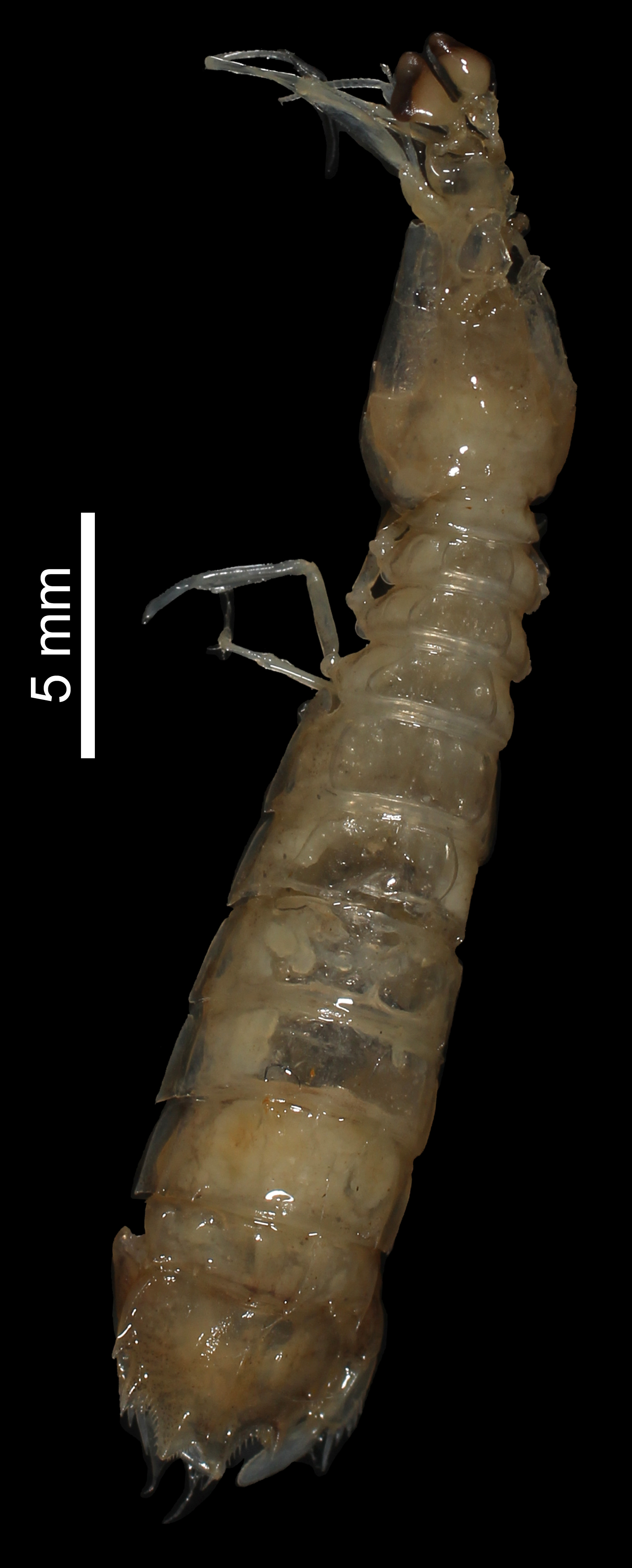
Kaisquilla laevis
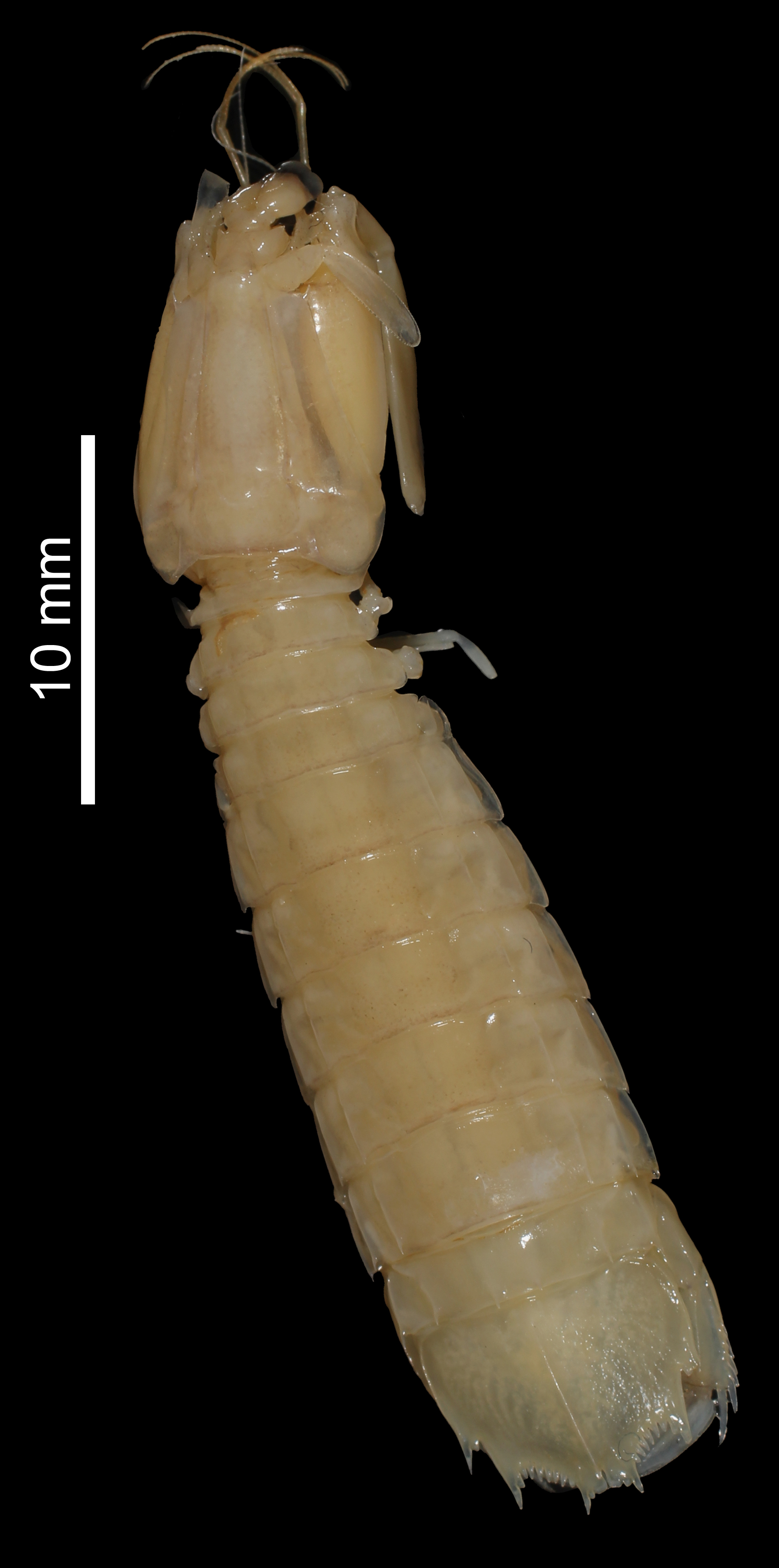
Lenisquilla lata
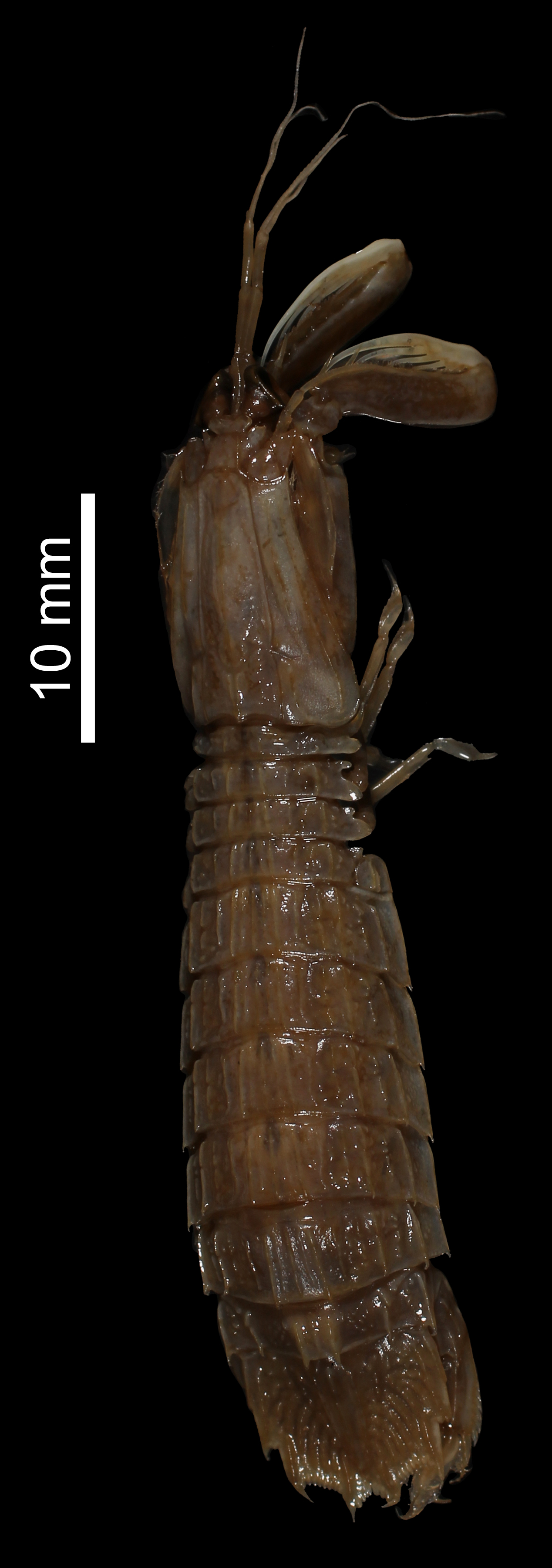
Lophosquilla costata
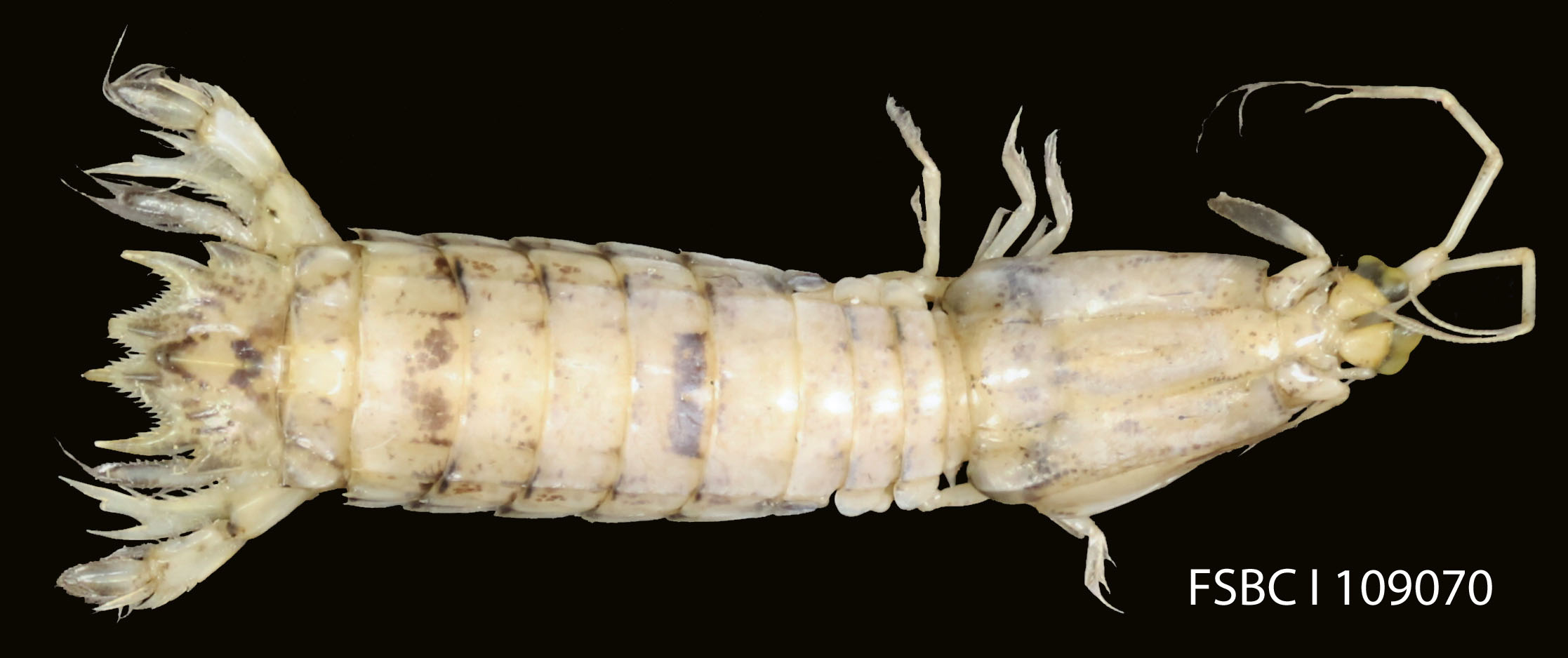
Meiosquilla quadridens
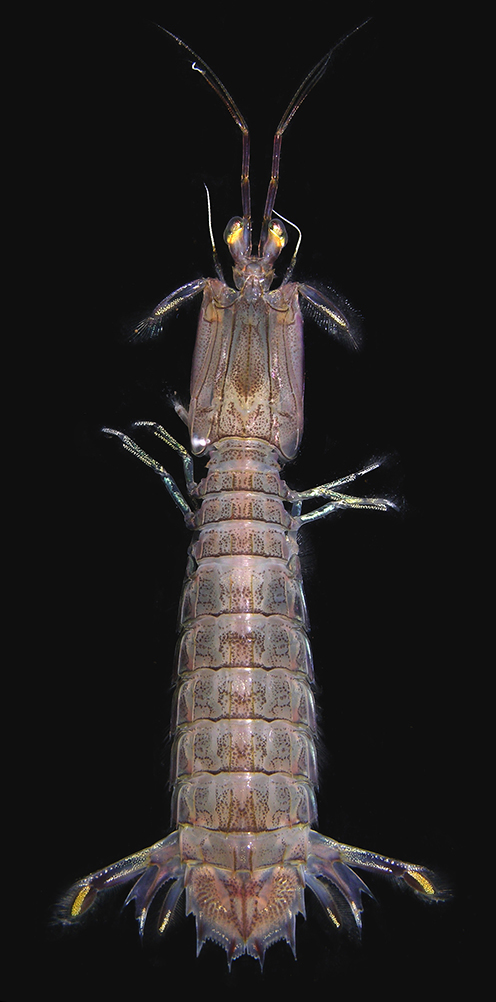
Michalisquilla parva
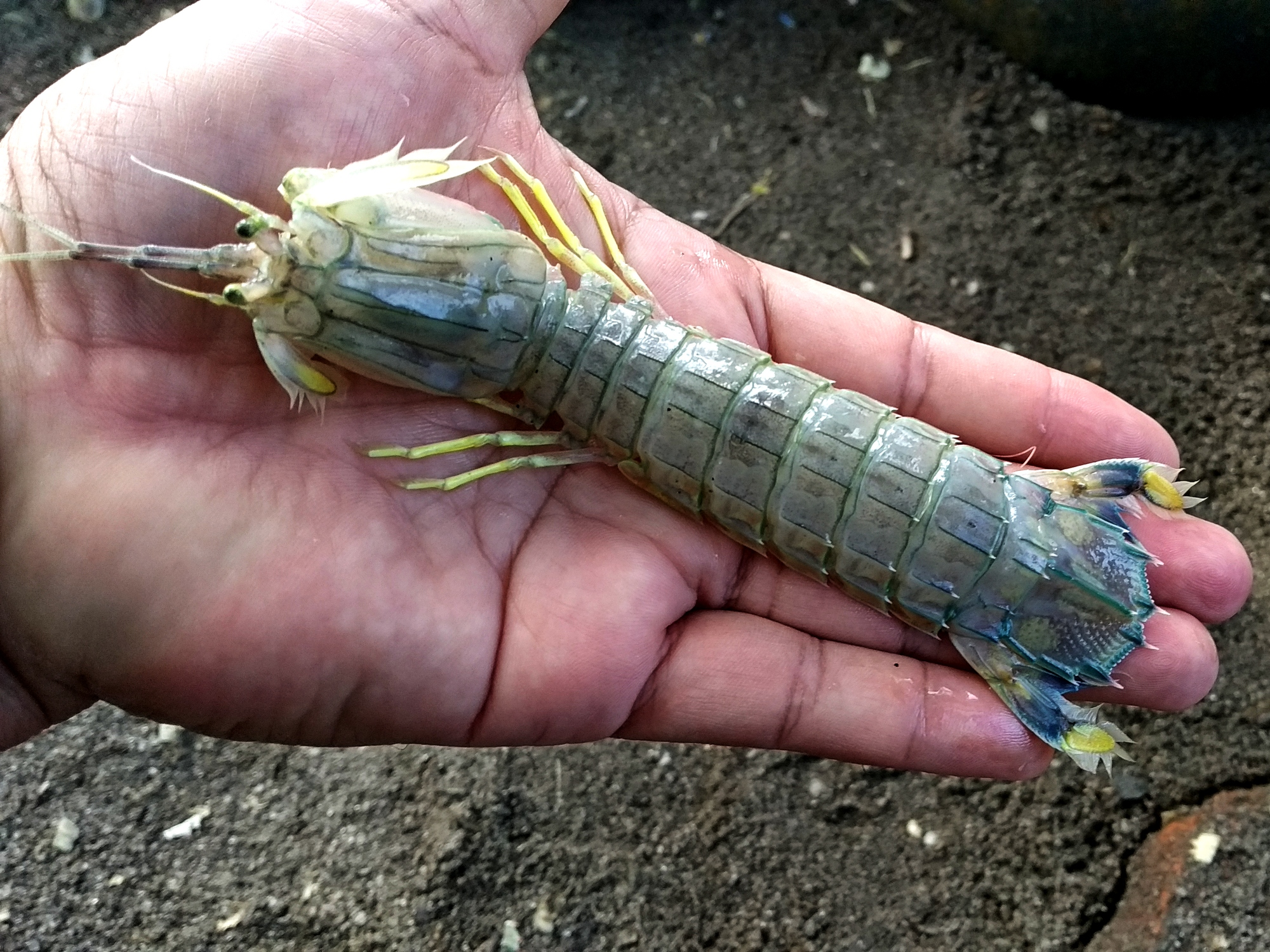
Miyakella nepa
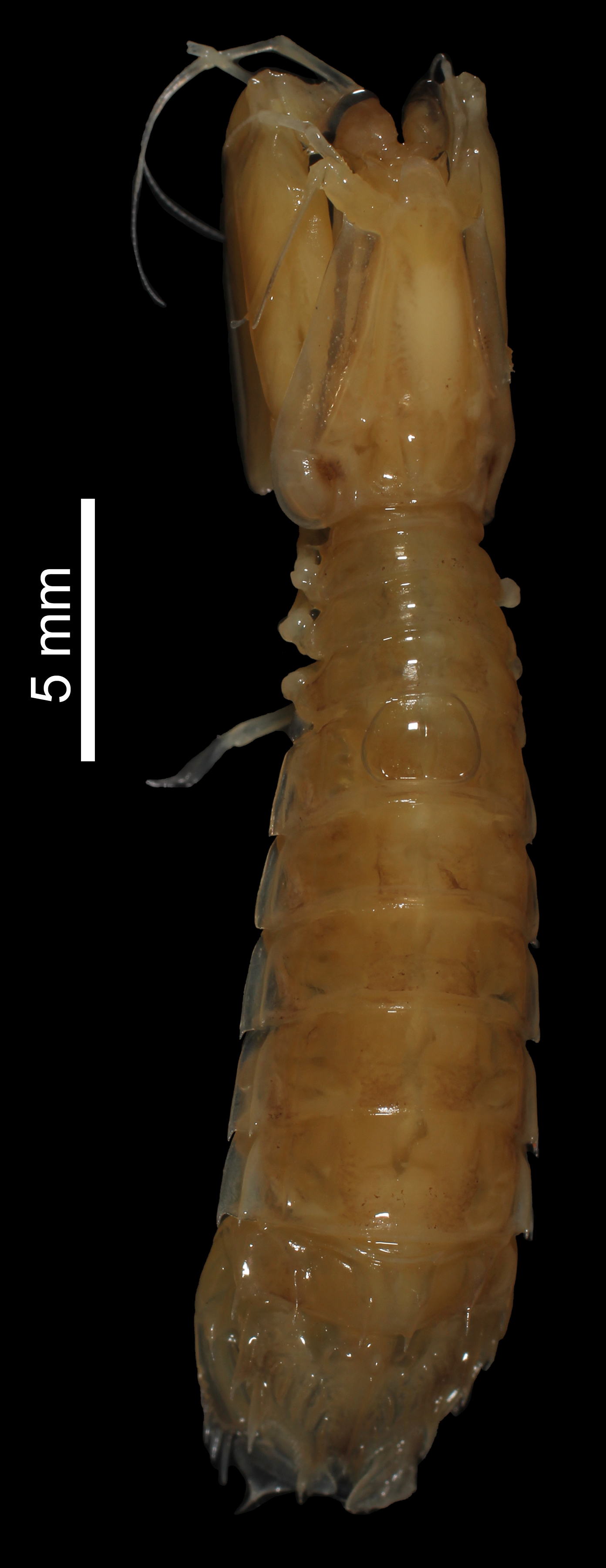
Neoanchisquilla semblatae
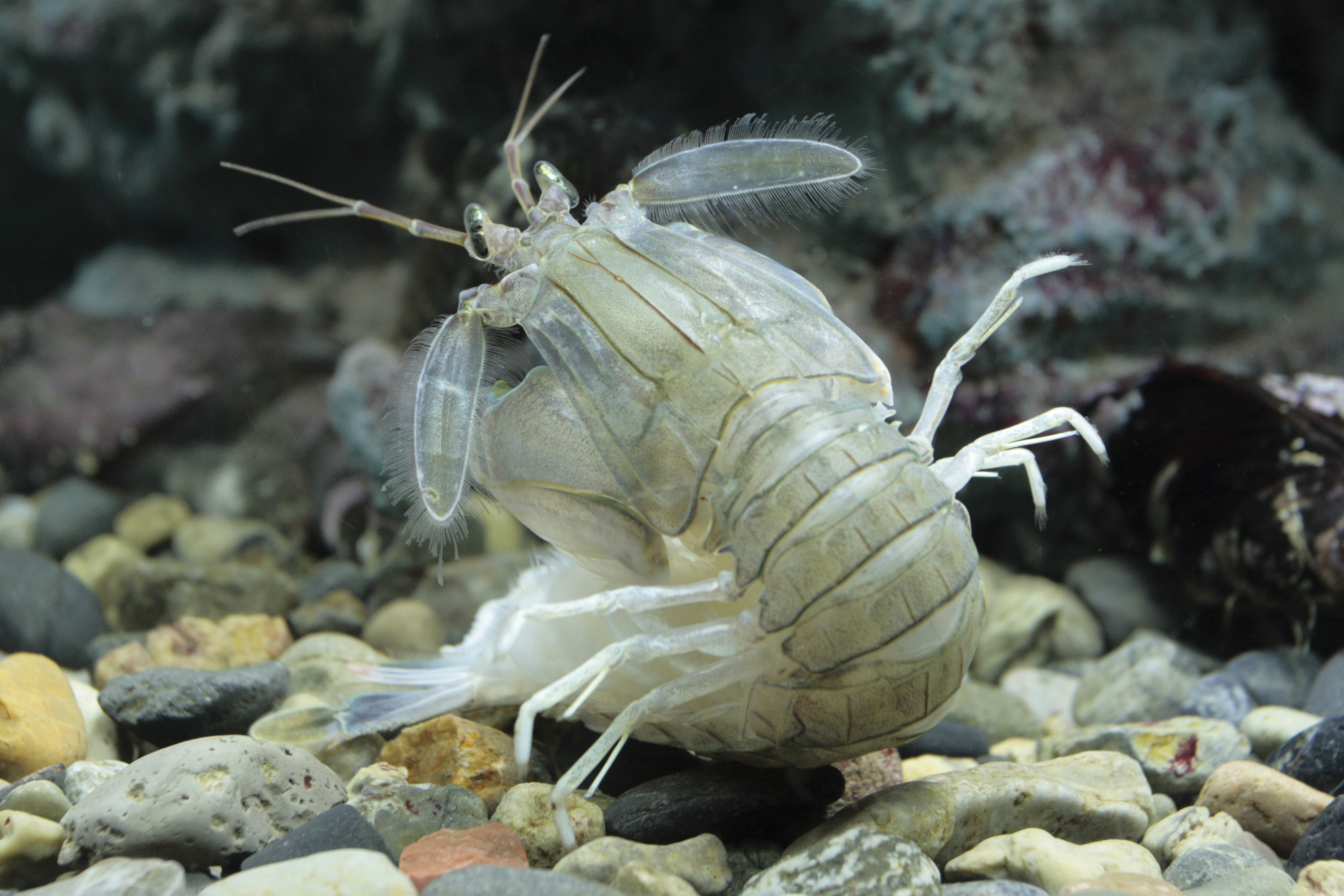
Oratosquilla oratoria
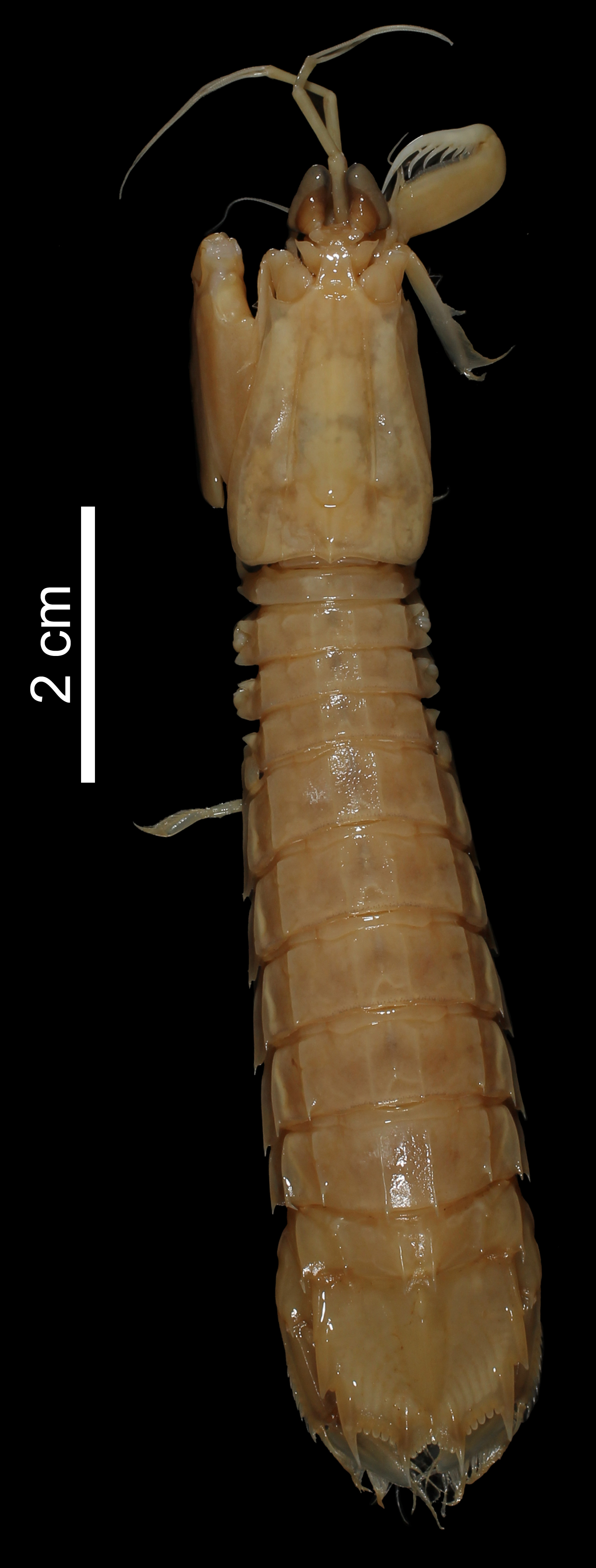
Oratosquillina gravieri
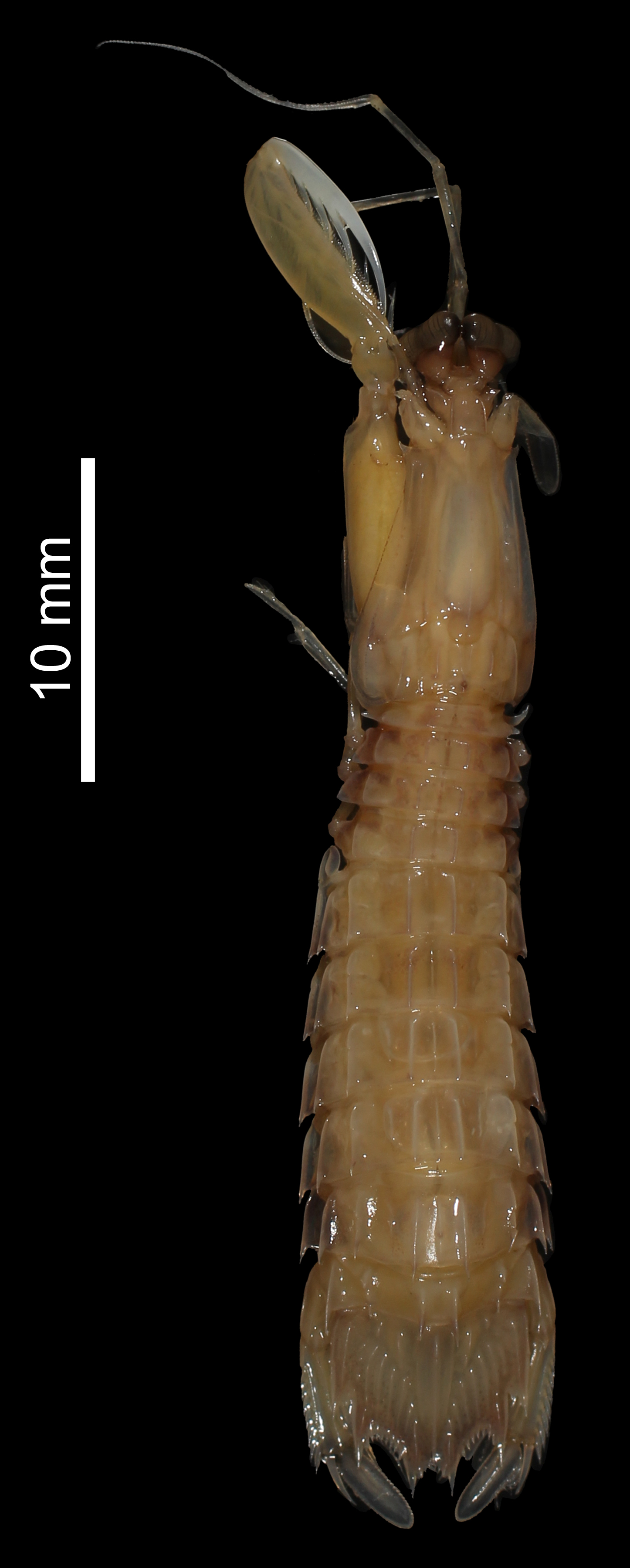
Paralimopsis carinata
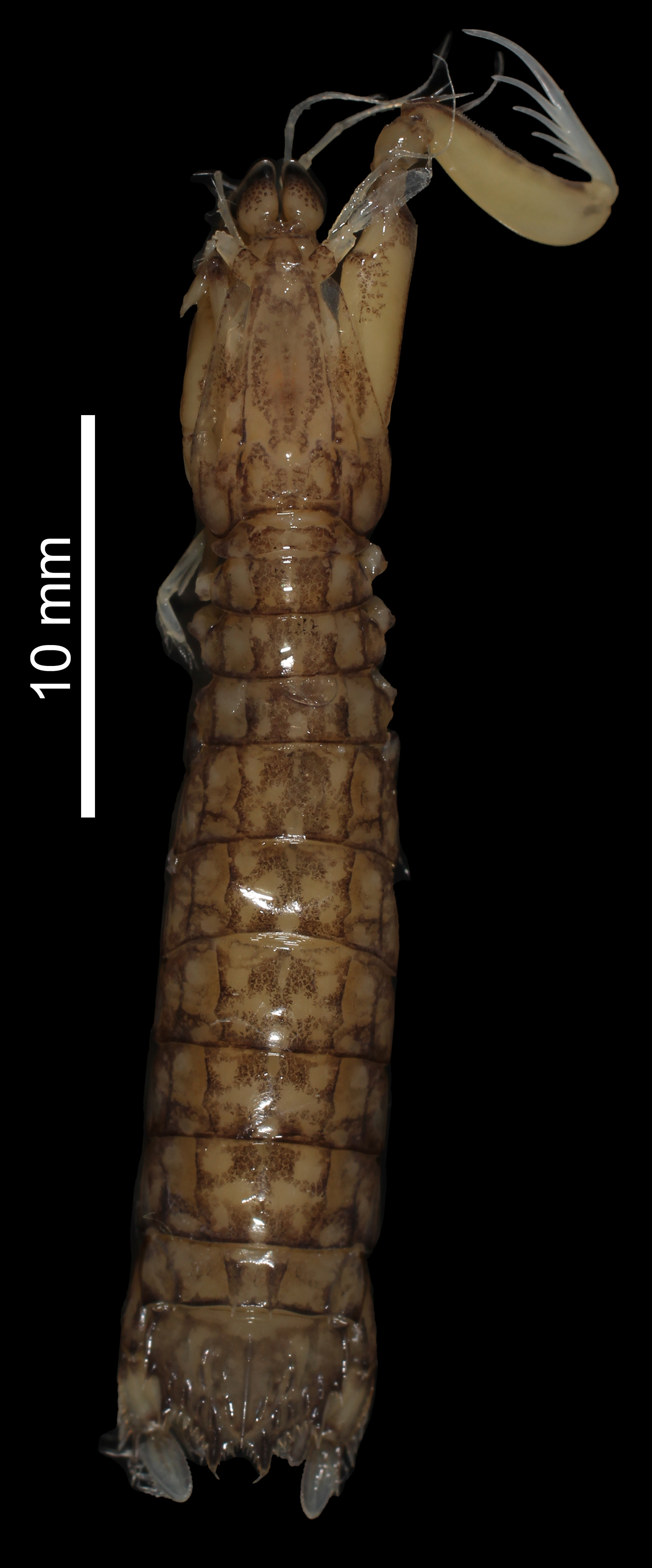
Pontiosquilla caledonica
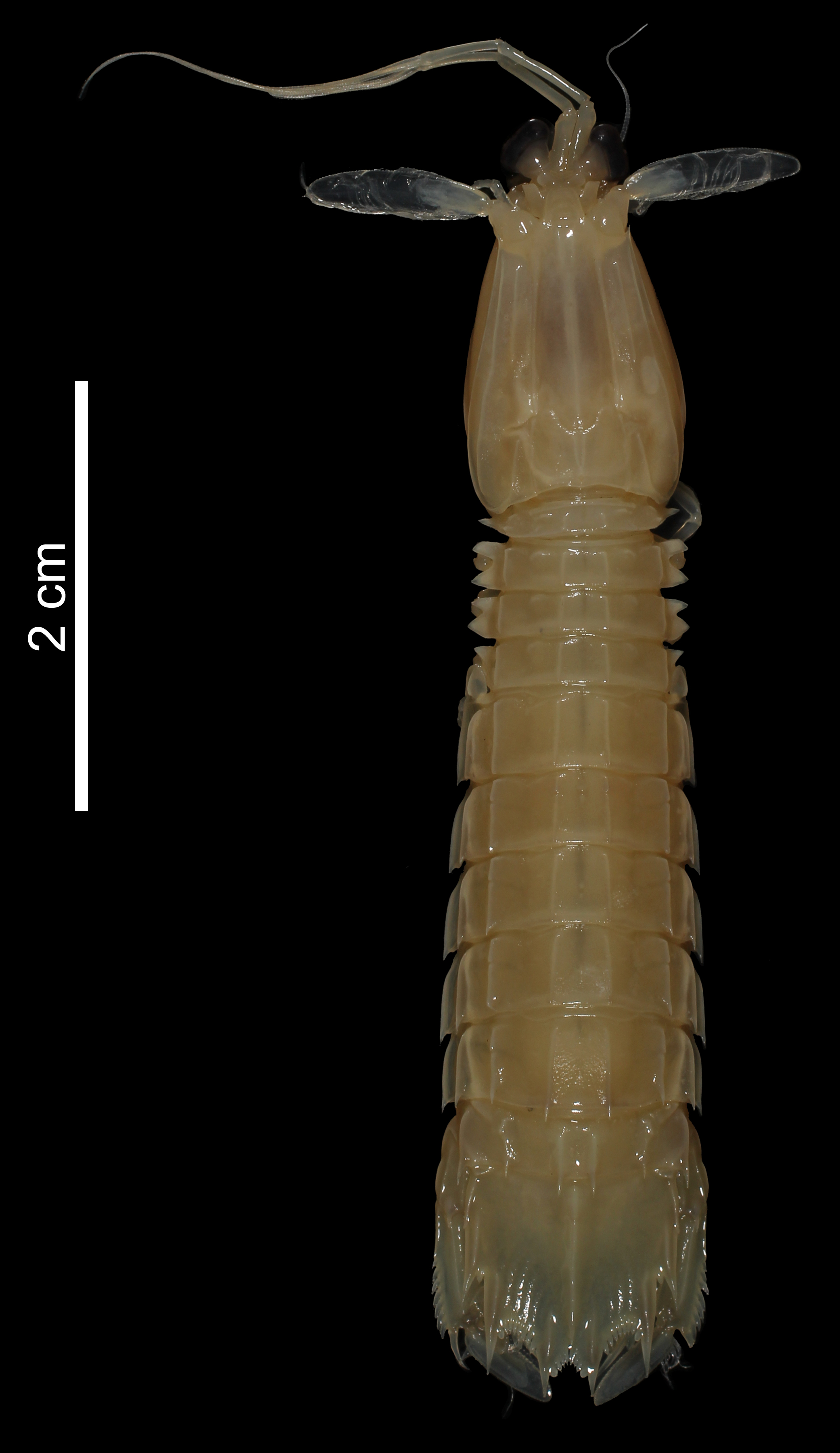
Quollastria fossulata
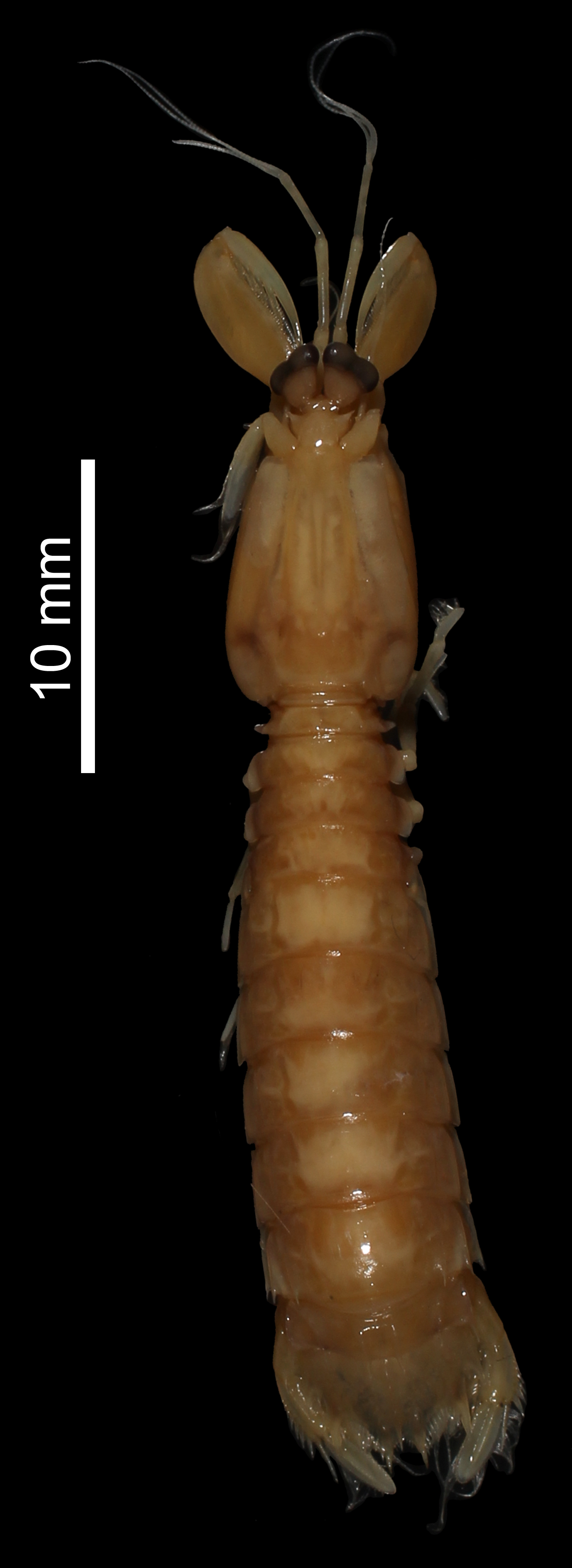
Rissoides calypso
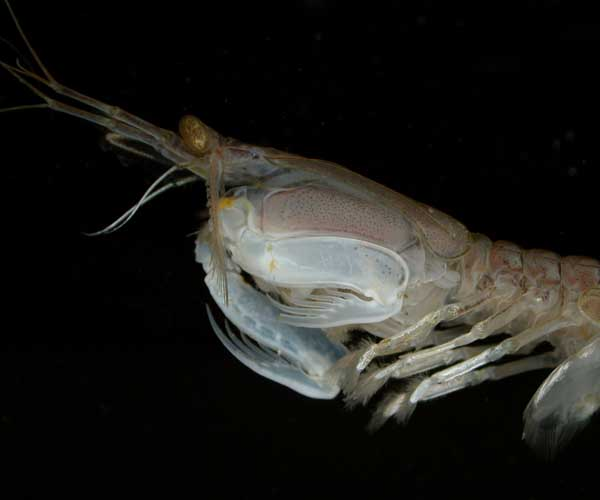
Squilla mantis
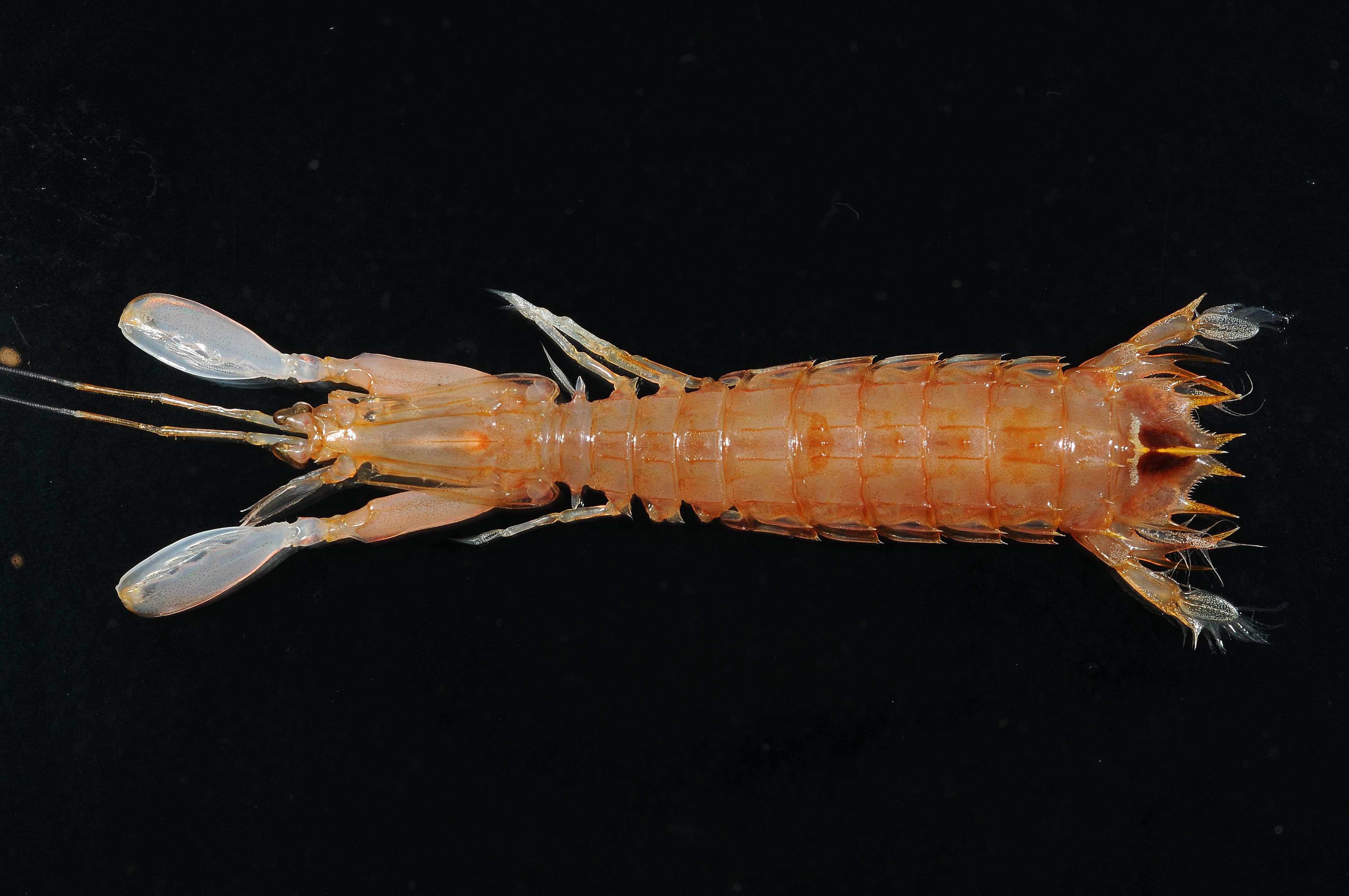
Squilloides leptosquilla
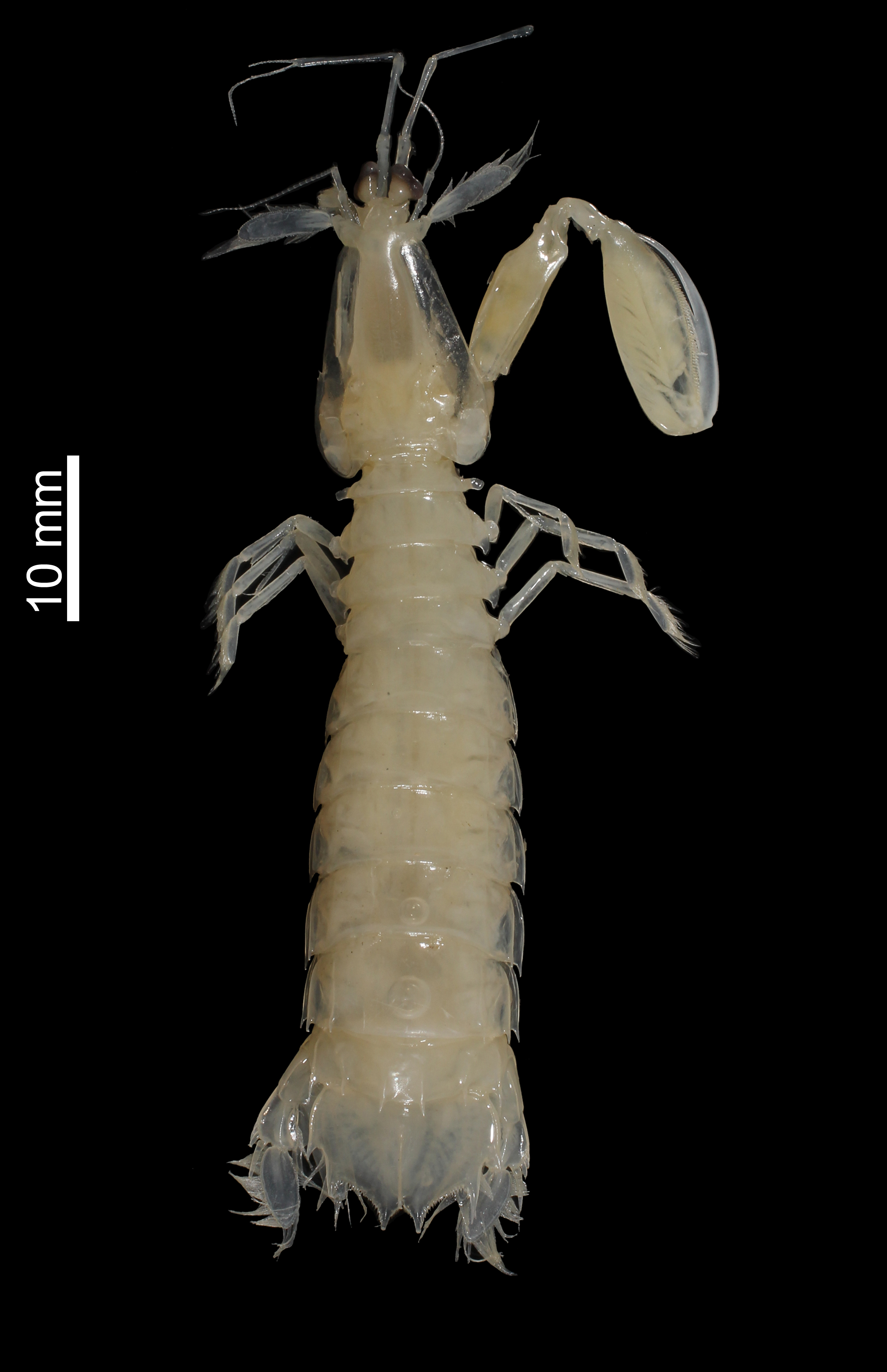
Triasquilla profunda
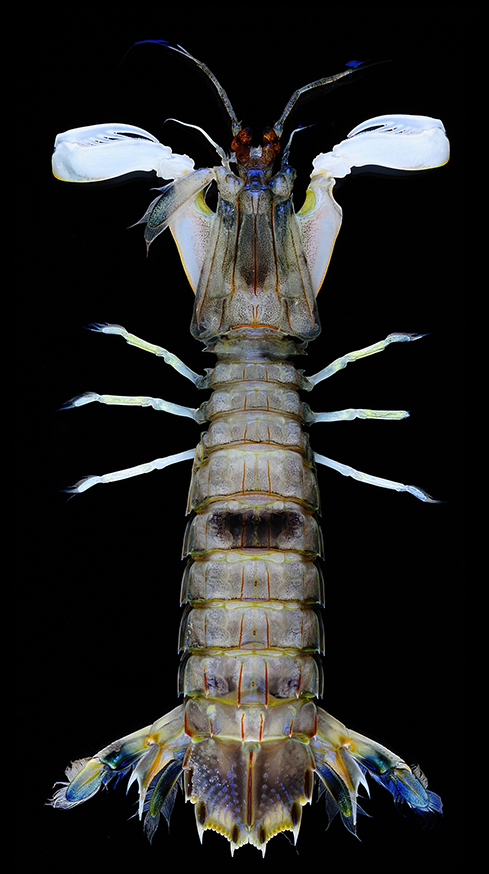
Vossquilla kempi